# Väderrekord
Denna artikel listar väderrekord enligt officiell rekordstatistik för väder på jorden, i form av temperatur, nederbörd, vind och lufttryck samt olika väderfenomen.
Vetenskapliga observationer runt om i världen av vädret började allmänt göras i mitten av 1800-talet; på en del platser började man tidigare. Listan nedan på olika rekord runt om i världen är officiella rekord. I många fall anses mycket gamla värmerekord från 1800-talet och 1900-talets första hälft inte vara så tillförlitliga. Det gäller bland annat ett antal observationer från Nordafrika med extremt höga temperaturer (54-58 °C) och två observationer från Sevilla på 50 och 51 °C. Även det nuvarande värmerekordet på 56,7 °C, noterat i Death Valley är ifrågasatt.
När det gäller mätningar för både maximum- och minimumtemperatur är extremt varma respektive kalla platserna på jorden är mycket glest befolkade, eller till och med helt obebodda. Följaktligen finns få mätstationer med konventionell utrustning. I saltöknen Dasht-e Lut (belägen i Iran) har man med satellit mätt upp temperaturer vid marken på upp till 70,7 °C. Enligt gällande regler måste emellertid termometern vid en officiell mätstation vara belägen 1,5-2 meter över marken.
Den kallaste temperatur som analyserats från satellitdata är -98,6 °C. Temperaturen uppstod i gränssnittet mellan snö och luft i en isficka belägen på 3 800 meters höjd den 23 juli 2004 och lufttemperaturen uppskattades samtidigt till omkring -94°C. Platsen är belägen nordväst om forskningsstationen Vostok, vilket är forskningsstationen där den officiellt kallaste lufttemperaturen uppmätts, med termometer, till -89,2 °C.

## Internationella rekord

### Temperatur
- Högsta uppmätta temperatur i skuggan: 56,7 °C i Death Valley, USA 10 juli 1913.

Anm: 57,8 grader uppmättes i El Azizia, Libyen 13 september 1922, observationen räknades som officiellt världsrekord men var ändå ifrågasatt. En av orsakerna var till exempel att den aktuella observationen för maxtemperaturen den aktuella dagen avvek rejält från maxtemperaturen i omgivande orter. 13 september 2012 förklarade WMO slutligen att observationen inte var tillförlitlig. En mer sannolik maxtemperatur var 51-52 °C. Även det nuvarande rekordet är ifrågasatt 
- De högsta temperaturerna som uppmätts under 2000-talet och som anses helt tillförlitliga är:
  - 54,4 °C Death Valley, USA 17 augusti 2020[9]
  - 54 °C i Ahvaz, Iran 29 juni 2017 [10]
  - 54 °C i Matraba, Kuwait 21 juli 2016  [11]
  - 54 °C i Death Valley, USA 30 juni 2013 [12]
  - 53,6 °C i Sulaibiya, Kuwait,  31 juli 2012.[13]
  - 53,5 °C i Mohenjo-Daro Turbat, Pakistan 26 maj 2010 / 28 maj 2017 [14]
  - 53,9 °C i Death Valley 6 juli 2007 12 juli 2012 noterades i Death Valley en rekordhög lägsta nattemperatur på 41.7 °C.[15]
  - 53,9  °C  Basra, Irak 22 juli 2016 [11]

- Världens varmaste plats (årligt dygnsgenomsnitt) är Dallol i Danakilöknen, Etiopien, 34,5 °C.
- Lägsta uppmätta temperatur: -89,2 °C vid forskningsstationen Vostok, Antarktis 21 juli 1983.[16]

Anm: Vostokstationen ligger 3 488 meter över havet.
- Lägsta uppmätta temperatur på en plats som bebos permanent är -68,0 °C i Ojmjakon, Sibirien 6 februari 1933. Det finns emellertid en inofficiell notering i Ojmjakon på 71,2 minusgrader.
- Världens kallaste plats (årligt dygnsgenomsnitt) är "södra köldpolen", Antarktis: -58 °C. Vostok har en årsmedeltemperatur på -57 grader.
- I Rapid City, USA steg temperaturen 27 °C på två minuter den 22 januari 1943.
- På samma plats sjönk temperaturen 26 °C på 15 minuter den 10 januari 1911.
- Den intensivaste värmeböljan: 43 dygn i sträck med maxtemperaturer på minst 48,9 °C i Death Valley, USA mellan 6 juli och 17 augusti 1917. I Marble Bar, Australien noterades 162 dagar i sträck med maxtemperaturer på minst 38 °C mellan 31 oktober 1923 och 7 april 1924.[17][18]
- Högsta uppmätta medeltemperatur under en månad: 42,3°C  Death Valley, Kalifornien, USA, juli 2018 [19]
- Högsta uppmätta temperatur under regn: 48,3 °C Imperial, Kalifornien, USA, 24 juli 2018[20]

### Lufttryck och vind
- Högsta uppmätta lufttrycket är 1085,6 millibar/hektopascal i Tosontsengel–Khövsgöl-provinsen, Mongoliet, 19 december 2001.
- Lägsta uppmätta lufttryck vid havsnivån är 870 millibar i ögat på Tyfonen Tip (maximal medelvind 1 minut 85 m/s. 306 km/h) väster om Guam, Stilla havet, 12 oktober 1979.
  - På toppen av Mount Everest är lufttrycket normalt cirka 350 millibar.
- Högsta uppmätta vindhastighet alla kategorier är 133 m/s ± 9 m/s (480 km/h ± 32 km/h) i en F5-tornado vid Oklahoma City, USA 3 maj 1999. Vindhastigheten mättes med hjälp av radar. Gränsen för orkan går vid 33 m/s (119 km/h).
- Högsta uppmätta vindhastigheten, tornador borträknade, är 113,2 m/s (408 km/h) i Cyklonen Olivia, på Barrow Island utanför Australiens västkust 10 april 1996.

Anm: Observationen blev officiellt godkänd av WMO först 2010. Orsaken var att mätningen utfördes av ett privat företag och på grund av den exceptionellt höga vindhastigheten tvivlade Australiens vädertjänst länge på att observationen var tillförlitlig. I Tyfonen Paka finns det från 1997 en inofficiell mätning av en vindby på 105,5 m/s (380 km/h)
- Högsta uppmätta medelvinden (under 1 minut) i en tropisk cyklon är 90 m/s (324 km/h) i Orkanen Patricia 23 oktober 2015.[21] Tyfonen Haiyan hade en beräknad medelvindhastighet på 87 m/s (313 km/h) när en nådde land, Filippinerna, 8 november 2013 vilket är rekord för en tropisk cyklon vid "landfall" - ovädrets öga når land.[22]
- Blåsigaste platsen (årligt genomsnitt) är Adélie Land, ett stycke av Antarktis kust med ett dagsgenomsnitt på 48 m/s (174 km/h).

### Nederbörd
- Regnigaste platsen (årligt genomsnitt) är Lloro i Colombia med en årlig nederbörd på cirka 13 300 mm.
- Torraste platsen är Atacamaöknen i norra Chile där det i regel inte kommer någon nederbörd alls.
- Största uppmätta mängden under En minut: 31 mm i Unionville, Frederick County, Maryland, USA 4 juli 1956 [23]
- Största uppmätta mängden under En timme:   305 mm i Holt, Missouri, USA 22 juni 1947  [23]
- Största uppmätta mängden under 12 timmar:         1 144 mm i Cilaos, på ön Réunion i Indiska Oceanen Under den tropiska cyklonen Denise 7-8 januari 1966.[23]
- Största uppmätta mängden under 24 timmar:  1 825 mm i Cilaos, på ön Réunion i Indiska Oceanen Under den tropiska cyklonen Denise 7-8 januari 1966.[23]
- Största uppmätta mängden under 48 timmar:  2 493 mm  i Cherrapunji, Indien 15-16 juni 1995 [23]
- Största uppmätta mängden under 72 timmar:    3 929 mm i Commerson,  på ön Réunion i Indiska oceanen  Under den tropiska cyklonen Gamede 24-26 februari 2007  [23]
- Största noterade uppmätta mängden under en tolvmånadersperiod är 26 400 mm i Cherrapunji i Indien, 1 augusti 1860 till 31 juli 1861. Cherrapunji har även rekordet för en månad, 9 300 mm i juli 1861. Det årliga genomsnittet i Cherrapunji är cirka 11 400 mm.
- Flest dagar med regn/år har Mount Waialeale, Hawaii med upp till 350 regndagar/år.
- Största snömängden under 12 månader är 31,1 meter vid Mount Rainier i USA 19 februari 1971 till 18 februari 1972. Under ett dygn är rekordet 1,93 meter i Silver Lake, USA, 14–15 april 1921.
- Största snöflingan: 38 cm i diameter i Fort Keugh, USA 28 januari 1887.
- Största hagelkornen registrerades 14 april 1986 i Gopaljanidistriktet i Bangladesh. De vägde drygt ett kg och hagelskuren dödade 92 personer.

## Högsta och lägsta uppmätta temperatur på varje kontinent

### Varmast
| Afrika      | 51,3 °C | El Bayadh, Algeriet         | 2 september 1979 5 juli 2018 |
| Antarktis   | 20,7 °C | Seymourön                   | 9 februari 2020              |
| Asien       | 54 °C   | Mitribah, Kuwait            | 21 juli 2016                 |
| Europa      | 48,0 °C | Aten, Grekland              | 10 juli 1977                 |
| Nordamerika | 56,7 °C | Death Valley, USA           | 10 juli 1913                 |
| Oceanien    | 50,7 °C | Oodnadatta, Australien      | 2 januari 1960               |
| Sydamerika  | 48,9 °C | Rivadavia, Salta, Argentina | 11 december 1905             |

### Kallast
| Afrika                           | −23,9 °C | Ifrane, Marocko                            | 11 februari 1935 |
| Antarktis                        | -93,2 °C | NASA-USGS Landsat 8 Satellit               | 10 augusti 2010  |
| Asien                            | −71,2 °C | Ojmjakon / Verchojansk, Ryssland           | 7 december 2010  |
| Europa                           | −58,1 °C | Ust Sjtjugor, Ryssland                     | 31 december 1978 |
| Nordamerika                      | −63,0 °C | Snag, Kanada                               | 3 februari 1947  |
| Nordamerika (inklusive Grönland) | −69,6 °C | Klinck Automated Weather Station, Grönland | 22 december 1991 |
| Oceanien                         | −23 °C   | Charlotte Pass, Australien                 | 29 juni 1994     |
| Sydamerika                       | −32,8 °C | Sarmiento, Argentina                       | 1 juni 1907      |

## Övrigt
- Världens soligaste platser återfinns i östra delen av Saharaöknen med cirka 4 300 soltimmar/år = 97 % av den maximala tiden.
- Världens soligaste stad är Yuma, Arizona, USA med över 4000 soltimmar om året [30]
- Minst solsken har sydpolen där det varje år råder mörker 182 dygn i sträck under södra halvklotets vinterhalvår.

Anm:Det är förhållandevis mycket sol där på sommaren och torrt klimat.
- Världens dimmigaste plats (sikt under 1 000 m) är Grand Banks i Newfoundland, med ett genomsnitt på 120 dagar/år.
- Tororo i Uganda har i genomsnitt 251 åskdagar/år, uppmätt 1967–1976.
- Den värsta direkt väderrelaterade naturkatastrofen man känner till, mätt i antalet dödsoffer anses vara den stora översvämningskatastrofen i Kina 1931 med 2-4 miljoner förolyckade. Bortsett från svåra pandemier, till exempel Digerdöden och Spanska sjukan samt svåra svältkatastrofer är denna översvämningskatastrof även den dödligaste naturkatastrofen i historisk tid.
- Värsta katastrofen orsakad av en tropisk cyklon drabbade Östpakistan (nuvarande Bangladesh) 11 november 1970. Den beräknas ha krävt uppemot 500 000 dödsoffer.
- Den värsta trombkatastrofen drabbade Bangladesh 26 april 1989 då 1 300 människor omkom. I USA dödade den så kallade tre stater-tornadon 695 människor 18 mars 1925.
- Det mest intensiva tornadoutbrottet drabbade södra USA 25-28 april 2011. Totalt registrerades 362 tromber, varav hela 312 på ett dygn. 350 personer omkom.[31] Under det så kallade "superutbrottet" 3-4 april 1974 registrerades 148 tromber under mindre än ett dygn som dödade 330 människor.

## Svenska rekord
- Högsta uppmätta temperatur i skuggan, 38,0 °C i Ultuna, Uppland 9 juli 1933 och Målilla, Småland 29 juni 1947.[32]
- Lägsta uppmätta temperatur -52,6 °C  i Vuoggatjålme, Lappland den 2 februari 1966.[33]

Anm: Ca -53 °C uppmättes Malgovik, Lappland 13 december 1941 på en privat termometer. Termometern kontrollerades i efterhand av SMHI.
- Högsta uppmätta dygnsmedeltemperatur under 1 månad är 22,4 °C i Stockholm, juli 2018.[34]
- Lägsta dygnsmedeltemperaturen under en månad är -27,2 °C i Vittangi, februari 1985.
- Högsta lufttrycket 1063,7 millibar/hektopascal i Kalmar och Visby 7 januari 1907.
- Lägsta lufttrycket (vid havsnivå) 938,4 millibar/hektopascal i Härnösand 6 december 1895.

Anm: På Kebnekaises topp brukar lufttrycket vara runt 800 millibar.
- Högsta vindhastighet. En vindby på 81 m/s, 292 km/h vid Tarfala, 20 december 1992.

Anm: Vid den aktuella tidpunkten drevs väderstationen av Stockholms universitet. Tarfala ligger 1150 meter över havet.
- Vid en kuststation är rekordet 43 m/s på Hanö, 3 december 1999

- Högsta medelvindhastighet (1 timme), 47,8 m/s, 172,08 km/h vid Stekenjokk 18 januari 2017.[35] Vid kusten är rekordet 40 m/s, 144 km/h 17 oktober 1967 vid Ölands södra grund.
- Största regnmängden under ett år, 1866 mm i Mollsjönäs, Västergötland 2008
- Största nederbördsmängden under en månad, 429 mm i Jormlien,  Jämtland, januari 1989.
- Under ett dygn är rekordet 198 mm i Fagerheden, Norrbotten 28 juli 1997.

Anm: Högre värden har uppmätts av privatpersoner, till exempel 276 mm på Fulufjället, Dalarna 30-31 augusti 1997. SMHI har bedömt att det kan ha fallit mer än 350 mm regn på något ställe på Fulufjället vid det tillfället, baserat på de skador som uppstod (regnkatastrofen på Fulufjället)